# 采奈·奥蒂洛
采奈·奥蒂洛（匈牙利語：Czene Attila，1974年6月20日—），匈牙利男子游泳运动员。他曾代表匈牙利参加1992年、1996年和2000年夏季奥林匹克运动会游泳比赛，共获得一枚金牌和一枚铜牌。